# Xã Fayette, Quận Hillsdale, Michigan
Xã Fayette (tiếng Anh: Fayette Township) là một xã thuộc quận Hillsdale, tiểu bang Michigan, Hoa Kỳ. Năm 2010, dân số của xã này là 3.326 người.